# Зеквай
Зеква́й (рос. Зеквай) — річка в Кіровській області (Кільмезький район), Росія, ліва притока Вали.
Довжина річки становить 31 км. Бере початок за 1 км на північний захід від присілку Толашер, впадає до Вали нижче присілку Іванково разом з річкою Кунжек. Річка протікає на північний схід, в нижній течії повертає на схід. Через річку збудовано декілька автомобільних мостів. Приймає декілька приток, найбільша з яких права Ужим.
Над річкою розташовані присілки Кільмезького району Норіно, Масли, Докучаєво, Зимнік, Покровське та Іванково.